# Difélikéfaline
La difélikéfaline est un médicament utilisé pour le traitement de prurits.

## Mécanisme d'action
Il s'agit d'un agoniste des récepteurs opiacés de type kappa, intervenant dans la nociception. Il est donné par voie orale ou intraveineuse.

## Efficacité
Par voie intraveineuse, ou par voie orale, il diminue le prurit dans l'insuffisance rénale chronique. Il est également efficace dans la notalgie paresthésique.